# Пародійні думи
Пародійні думи — різновид українського музичного фольклору, що своєю будовою та манерою виконання нагадував класичні думи героїчного епосу, проте мав гостро сатиричний характер. Пародійні думи виконувались як професійними виконавцями епосу — лірниками, бандуристами, так і простими співцями.

## Історія появи
Появою пародійних дум слід вважати 17-18 ст., оскільки пародії виникають лише на популярні та поширені явища. Ще однією з причин появи пародій — є виспіваність їхніх текстів. Проте Павло Житецький пов'язував появу пародійних дум з 19 ст., коли відбулась остаточна інкорпорація українських земель до складу Російської імперії, були ліквідовані Гетьманщина та Запорізька Січ, а сюжети дум стали незрозумілими для більшої частини їх слухачів і поезія героїчних епічних дум вже не приваблювала. Натомість К. Грушевська вважала, що пародії «не заперечували класичні думи, а були просто паралельним для них явищем, тільки таким, що мало кидалось у вічі через свою обрахованість». «Посміхання з власної професії чи мистецтва належить до розповсюджених і цілком нормальних явищ психологічної реакції на постійне суспільне оточення, особливо на професійну рутину».
Загалом же явище пародії є поширеним та притаманним для українського фольклору. Зокрема популярними були різноманітні пісні, що оспівували різні соціальні явища та побут деяких станів. Побутували і пародії на церковний спів «Горілочка наша великомучениця», відспівування Кози в обрядах водіння Кози та Меланки.
Авторами пародійних дум вважають мандрівних дяків та професійних співців епосу (лірники та бандуристи). Деякі дослідники вважали пародійні думи маловартісним і вторинним матеріалом народної творчості. Пародійні думи мали схожий зміст та структуру і манеру виконання. Зокрема, всі вони виконувались речитативом, а деякі рецитації як от про смерть Микитки — подібні до народних голосінь за померлими.
Перша публікація запису пародійної думи про Михійка відбулась у збірнику П. Чубинського. Згодом відбулись публікації ще двох варіантів пародії про Михійка записаних В. Горленком та П. Мартиновичем. Музичний аспект пародійних дум досліджували Ф. Колесса, Д. Ревуцький, С. Грица.
Загалом відомо 6 пародійних дум, кожна з яких має багато варіантів записів.
На початку 20 ст. з'являються пародії на сам спів традиційних виконавців епосу.

## Різновиди пародійних дум

### Дума про Вівчаря (Чабана)
У пародії описується побут вівчарів, йде перелік потрібних для чабана чеснот та якостей (пародія на лицарські чесноти козака з класичних дум). Сюжет пародії у тому, що чабан загубив у степу отару і шукає її (побутують різні варіанти кінцівки — в одних знаходить, в інших ні). Пародія в деяких варіантах має гострий соціальний характер, оскільки вівці належать пану, що тяжко визискує чабана.

### Про вареники-невольники
Вареники перебувають у неволі в казані (пародія на козаків у неволі з дум про плач невільників, плач невільника та Марусі Богуславки). Згодом вареники потопають у сметані поки їх хтось не з'їсть (пародія на епізод потопання козацьких чайок та байдаків в думі про Олексія Поповича та бурі на Чорному морі).

### Про Михійка
Дід Михійко шкодує про славні і колишні часи, має часті зорові галюцинації і відрізняється великим боягузтвом. У пародії присутнє іронічне ставлення до гайдамацького руху, адже дід Михійко був із ватагою молодців у Лебединському лісі.

### Про тещу
Пародія на розлади у сімейних стосунках. Зять пішов до шинку, а згодом до тещі в гості, де вона його ображала та била. Згодом теща приходить до зятя, де він зводить з нею рахунки.

### Про смерть Микитки
Микитка захворів і до нього приходять лікарі. Микитка міркує, що буде з ним після смерті. Мотив схожий на голосіння за покійним. Пародія цікава тим, що є найбільш пізньою і набула широкої популярності серед єврейського населення України, що виконувало її на суржику з їдишу та української мови. Одним із найвідоміших виконувачів Микитки був Мордехай Гершман.

### Козацьке життя
Дума оповідає про негативні сторони перебування в козацькому війську, зокрема вказується, що через часті військові походи і виправи козацьке господарство руйнується і виникають сімейні конфлікти. В сюжеті думи вказується, що, поки козак був у поході, його жінка увесь час «в корчмі мед-вино кружляла». Після повернення з походу козак теж п'є в корчмі і нарікає на лиху долю. Хронологічно дума може відноситися до середини XVIII ст., коли відбувається процес занепадання козацького війська в Гетьманщині, козацький стан — стає економічно невигідним для багатьох козаків.